# Chenopodium ugandae
Chenopodium ugandae är en amarantväxtart som först beskrevs av Paul Aellen, och fick sitt nu gällande namn av Paul Aellen. Chenopodium ugandae ingår i släktet ogräsmållor, och familjen amarantväxter. Inga underarter finns listade i Catalogue of Life.